# Albatros L.103
Dimensions
L'Albatros L.103 (désignation RLM Al 103) était un avion expérimental construit par Albatros au début des années 1930. Il s'agissait d'un monoplan à aile parasol dont le pilote et l'observateur des essais en vol étaient assis dans des cockpits séparés et ouverts. L'Al 103 a été utilisé pour tester les variations de balayage, de dièdre et d'empennage,.